# Deutsche Cadre-45/2-Meisterschaft 1936

Veranstaltungsort: Nürnberg

Die Deutsche Cadre-45/2-Meisterschaft 1936 war eine Billard-Turnierserie und fand zum 18. Mal vom 11. bis zum 15. März 1936 in Nürnberg statt.

## Geschichte
Der 55-jährige Düsseldorfer Albert Poensgen, der seit Jahren für den Berliner Billard Klub 1920 spielte, gewann in Nürnberg seinen 14. DM-Titel im Cadre 45/2 bei seiner 14. Teilnahme. Es war seine letzte Teilnahme bei einer Deutschen Meisterschaft. Dabei war er in Nürnberg stark erkältet in das Turnier gestartet und konnte am ersten Tag nicht spielen. Dann aber startete er mit sechs Siegen ins Turnier. Nur gegen den Lokalmatador Johannes Wölfel leistete er sich eine 288:400-Niederlage in 34 Aufnahmen. In der letzten und damit entscheidenden Partie gegen den Titelverteidiger Walter Lütgehetmann zeigte er noch einmal sein Können. Beim Stand von 236:224 in der 17. Aufnahme beendete er die Partie mit einer Schlussserie von 164 Punkten und wurde verdient Meister. Den dritten Platz belegte mit allen Turnierbestleistungen der Neu-Kölner Walter Joachim.

## Turniermodus
Das ganze Turnier wurde im Round Robin System bis 400 Punkte mit Nachstoß gespielt. Zum ersten Mal wurde bei der Deutschen Meisterschaft mit Aufnahmengleichheit gespielt. Damit wurden unentschiedene Partien möglich. Bei MP-Gleichstand wird in folgender Reihenfolge gewertet:
1. MP = Matchpunkte
2. GD = Generaldurchschnitt
3. HS = Höchstserie

## Abschlusstabelle
| MP    | Match Points (Sieger = 2; Unentschieden = 1; Verlierer = 0) |
| Pkte. | Erzielte Karambolagen                                       |
| Aufn. | Benötigte Versuche                                          |
| GD    | Generaldurchschnitt                                         |
| BED   | Bester Einzeldurchschnitt eines Spielers                    |
| HS    | Höchstserie                                                 |
|       | Bester GD des Turniers                                      |
|       | Bester ED des Turniers                                      |
|       | Beste HS des Turniers                                       |
|       | 1. Platz (Gold)                                             |
|       | 2. Platz (Silber)                                           |
|       | 3. Platz (Bronze)                                           |

| Klassement                 | Klassement                           | Klassement | Klassement | Klassement | Klassement | Klassement | Klassement |
| Platz                      | Name                                 | MP         | Pkte.      | Aufn.      | GD         | BED        | HS         |
| -------------------------- | ------------------------------------ | ---------- | ---------- | ---------- | ---------- | ---------- | ---------- |
| 1                          | Albert Poensgen (Berlin)             | 14:2       | 3088       | 205        | 15,06      | 23,52      | 164        |
| 2                          | Walter Lütgehetmann (Frankfurt/Main) | 11:5       | 3016       | 194        | 15,54      | 25,00      | 105        |
| 3                          | Walter Joachim (Köln)                | 10:6       | 2806       | 162        | 17,32      | 44,44      | 197        |
| 4                          | Gerd Thielens (Bochum)               | 10:6       | 2712       | 221        | 12,27      | 22,22      | 93         |
| 5                          | Werner Sorge (Berlin)                | 8:8        | 2593       | 207        | 12,52      | 17,39      | 114        |
| 6                          | Carl Foerster (Aachen)               | 8:8        | 2834       | 246        | 11,52      | 16,66      | 91         |
| 7                          | Johannes Wölfel (Nürnberg)           | 5:11       | 2788       | 223        | 12,50      | 23,52      | 124        |
| 8                          | Otto Unshelm (Dresden)               | 4:12       | 2588       | 235        | 11,01      | 12,90      | 97         |
| 9                          | Albert Herbing (Hannover)            | 2:14       | 2553       | 241        | 10,59      | 13,33      | 94         |
| Turnierdurchschnitt: 12,91 |                                      |            |            |            |            |            |            |